# Pintor de Nápoles 2585

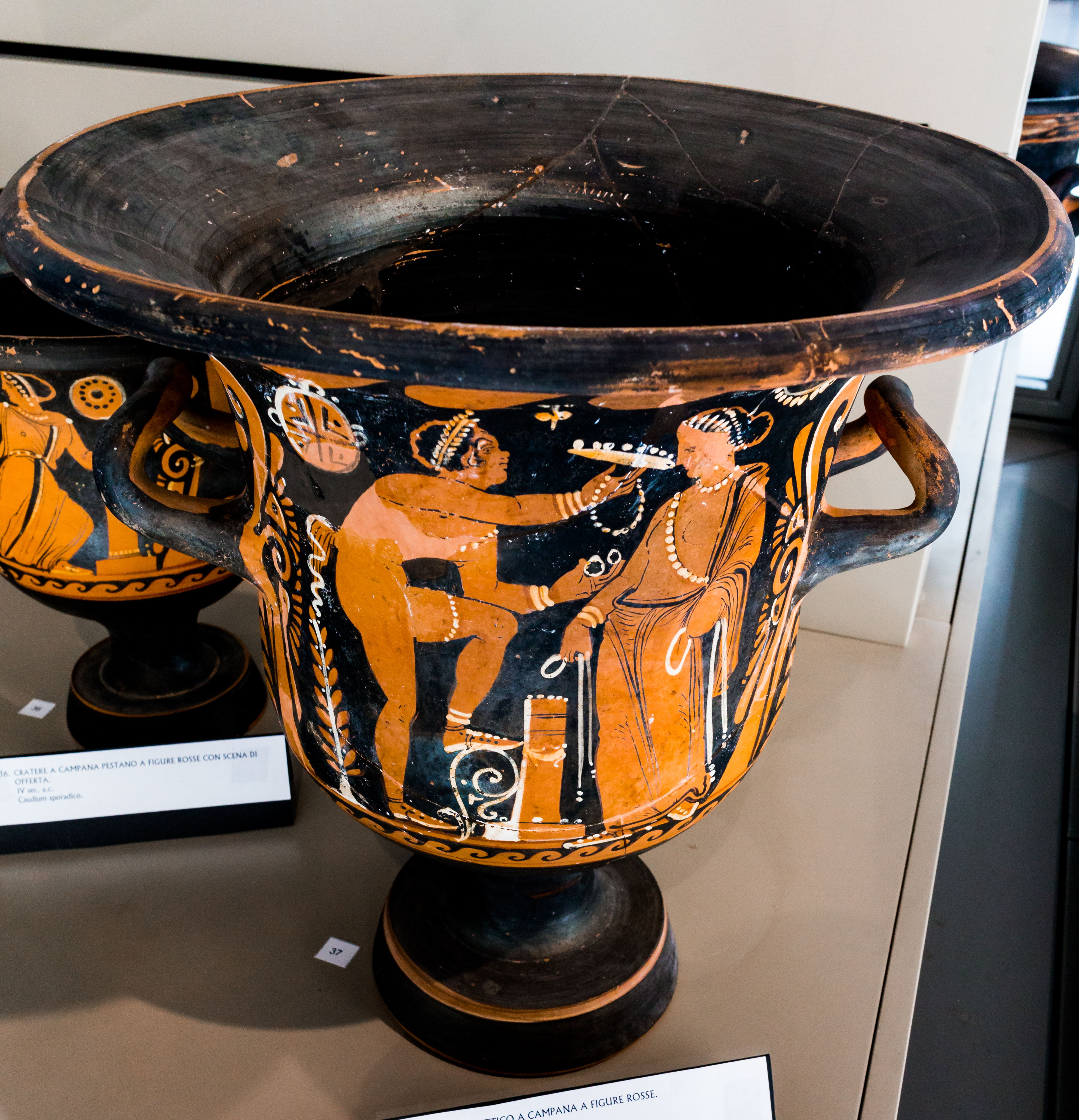
Crátera de campana de figuras rojas de Paestum. Cara A: Sátiro, inclinado hacia adelante, pie izquierdo levantado, sosteniendo una tenia y una corona, mujer medio vestida con 2 tenias entre ellas una estela. C. 320 a. C.

Pintor de Nápoles 2585  es el nombre convenido de un pintor de vasos griego que trabajó con la técnica de figuras rojas en Paestum, sur de Italia, durante el último cuarto del siglo IV a. C. Se desconocen sus fechas exactas de nacimiento y muerte, y dado que no firmaba sus obras, su nombre no se ha conservado. Su vaso epónimo es una crátera de campana conservada en Nápoles.
Junto con su contemporáneo, el Pintor de Nápoles 1778, fue uno de los pintores de vasos de Paestum más importantes del último cuarto del siglo IV a. C.  Inicialmente, trabajaron con un estilo bastante uniforme, pero posteriormente ambos desarrollaron sus propios elementos estilísticos.  Sus primeras obras se pueden asociar estrechamente con los vasos tardíos de Asteas (la figura más destacada de la pintura de vasos de Paestum), quien estuvo activo a mediados de siglo; esto es especialmente evidente en sus dibujos que representan a Dioniso. Sin embargo, las figuras femeninas que se ven en el reverso de varias de sus vasos presentan rasgos estilísticos individuales, convirtiéndose este tipo de representación en una de las figuras características del pintor, que se repite de vaso en vaso. Otras composiciones típicas:
- Una figura femenina sentada, vestida con un himatión, con la mano derecha extendida. A veces las representaba semidesnudas, en cuyo caso la prenda que cubría la mitad inferior del cuerpo se representaba con un borde punteado.
- Una figura masculina desnuda, de pie, ligeramente inclinada hacia un lado, con el peso apoyado en una pierna.
- Una figura masculina joven, inclinada hacia adelante sobre una pierna levantada, entrega un pequeño objeto a la mujer sentada frente a él. Esta última disposición es el tema predilecto del pintor.[3]

A diferencia de la mayoría de los artistas de Paestum, enmarcaba sus pinturas con menos frecuencia, cuando lo hacía, pintando composiciones similares a los del Pintor de Nápoles 1778, que era cercano en estilo a él, pero con elementos decorativos más delgados y mucho blanco agregado.
Los temas principales de sus primeras obras fueron escenas relacionadas con Dioniso, pero posteriormente pintó composiciones mitológicas más complejas. Su mejor pintura mitológica es el Juicio de Paris, pintada con colores añadidos; las figuras son mucho más expresivas de lo habitual. Otros dos vasos muestran el nacimiento de Dánae y Afrodita. En estas últimas obras, representó las partes descubiertas de los cuerpos de las mujeres con color blanco añadido, un método que también empleó para las cabezas femeninas en varios de sus vasos más pequeños. Al igual que el Pintor de Nápoles 1778, también decoró los llamados platos de pescado..
Entre sus seguidores destaca el Pintor de flores, que tomó su nombre de los motivos florales que figuraban en la parte posterior de una botella y fue uno de los últimos pintores de vasos de Paestum.